# (89) Юлия
(89) Юлия (лат. Julia) — крупный астероид главного пояса, который принадлежит к светлому, богатому силикатами и пироксенами, спектральному классу S и возглавляет небольшое одноимённое семейство астероидов. Он был открыт 6 августа 1866 года французским астрономом Эдуаром Стефаном в Марсельской обсерватории и назван в честь христианской святой Юлии Корсиканской, умершей в V веке.

Орбита астероида Юлия и его положение в Солнечной системе
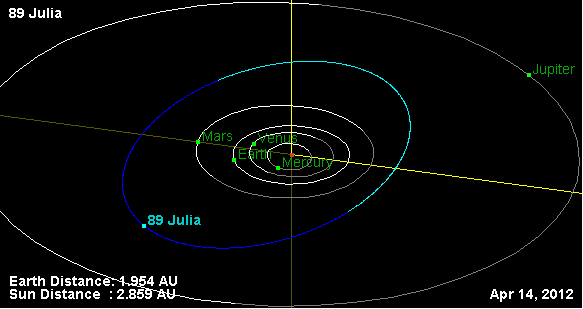
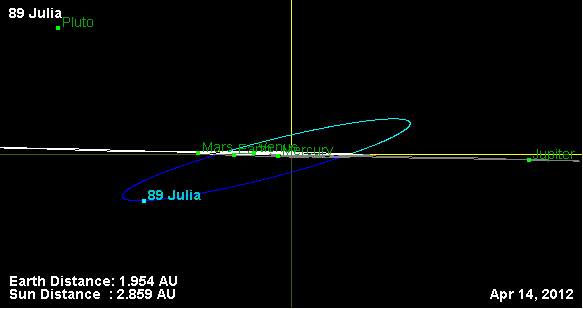

Фотометрические наблюдения, проведённые в 2006 году в обсерватории Оксли в Лас-Крусесе, позволили получить кривые блеска этого тела, из которых следовало, что период вращения астероида вокруг своей оси равняется 11,38 ± 0,01 часам, с изменением блеска по мере вращения 0,20 ± 0,02 m.

Снимки астероидов (29) Амфитрита, (324) Бамберга, (89) Юлия и (2) Паллада

Само семейство сформировалось от 30 до 120 млн лет назад в результате столкновения. Недавние наблюдения Юлии в телескоп VLT позволили обнаружить наличие крупного кратера в северной части астероида, диаметром в 70 — 80 км и глубиной 4,1 ± 1,7 км. По расчётам учёных он мог образоваться при столкновении с телом около 8 км в поперечнике, при этом объём выброшенного из кратера материала достигал от 5000 до 15000 км³. Именно этот материал, будучи выброшенным в космос и распределившись по орбите, вероятно, и породил данное семейство. Кратер получил название Нонца, в честь коммуны на острове Корсика, где, по одной из версий, и родилась святая Юлия.